# Pérama, Kreta
Pérama är en ort i Grekland.   Den ligger i prefekturen Nomós Rethýmnis och regionen Kreta, i den sydöstra delen av landet, 300 km söder om huvudstaden Aten. Pérama ligger 74 meter över havet och antalet invånare är 1 655.
Terrängen runt Pérama är kuperad åt sydost, men åt nordväst är den platt.Runt Pérama är det ganska glesbefolkat, med 38 invånare per kvadratkilometer. Närmaste större samhälle är Anógeia, 18,6 km sydost om Pérama. 